# توهوکای
توهوکای (به ژاپنی: 東方会 Tōhōkai) یک حزب سیاسی فاشیست ژاپنی، دولت گرایی شووا، بود که طرفدار  نازیسم بود.